# Villa Hidalgo kommun, Sonora
Villa Hidalgo är en kommun i Mexiko.   Den ligger i delstaten Sonora, i den nordvästra delen av landet, 1 600 km nordväst om huvudstaden Mexico City.
Följande samhällen finns i Villa Hidalgo:
- San Juan del Río